# Halowe Mistrzostwa Świata w Lekkoatletyce 1987 – bieg na 1500 m mężczyzn
Bieg na 1500 metrów mężczyzn – jedna z konkurencji biegowych rozgrywanych podczas halowych mistrzostw świata w hali Hoosier Dome w Indianapolis. Eliminacje zostały rozegrane 6 marca, a bieg finałowy 7 marca 1987. Zwyciężył reprezentant Irlandii Marcus O’Sullivan. Tytułu zdobytego na światowych igrzyskach halowych w 1985 nie obronił Michael Hillardt z Australii. który tym razem zajął 5. miejsce.

## Rezultaty

### Eliminacje
Rozegrano 2 biegi eliminacyjne, do których przystąpiło 17 biegaczy. Awans do finału dawało zajęcie jednego z pierwszych trzech miejsc w swoim biegu (Q). Skład finału uzupełniło trzech zawodników z najlepszym czasem wśród przegranych (q).
Opracowano na podstawie materiału źródłowego.

#### Bieg 1
| Miejsce | Zawodnik                | Czas    | Uwagi       |
| ------- | ----------------------- | ------- | ----------- |
| 1       | José Manuel Abascal     | 3:40,92 | Q           |
| 2       | Marcus O’Sullivan       | 3:40,96 | Q           |
| 3       | Kipkoech Cheruiyot      | 3:40,97 | Q           |
| 4       | Han Kulker              | 3:41,36 | q           |
| 5       | Alessandro Lambruschini | 3:42,26 | q           |
| 6       | Hervé Phélippeau        | 3:45,26 |             |
| 7       | Mauricio Hernández      | 3:49,77 | [ 1 ] [ 2 ] |
| –       | Agberto Guimarães       | DNS     |             |
| –       | Muktar Ibrahim          | DNS     |             |

#### Bieg 2
| Miejsce | Zawodnik          | Czas    | Uwagi       |
| ------- | ----------------- | ------- | ----------- |
| 1       | Michael Hillardt  | 3:42,66 | Q           |
| 2       | Jim Spivey        | 3:43,24 | Q           |
| 3       | Dieter Baumann    | 3:43,35 | Q           |
| 4       | David Campbell    | 3:43,36 | q           |
| 5       | Eamonn Coghlan    | 3:43,40 |             |
| 6       | Mbiganyi Thee     | 3:44,33 | [ 1 ] [ 2 ] |
| 7       | Tapfumaneyi Jonga | 3:44,43 | [ 1 ] [ 2 ] |
| 8       | Peter Rono        | 3:48,81 |             |
| 9       | Dale Jones        | 4:04,14 | [ 1 ] [ 2 ] |
| 10      | Alberto López     | 4:06,93 | [ 1 ] [ 2 ] |

### Finał
Opracowano na podstawie materiału źródłowego.
| Miejsce | Zawodnik                | Czas    | Uwagi       |
| ------- | ----------------------- | ------- | ----------- |
| 1       | Marcus O’Sullivan       | 3:39,04 | [ 3 ]       |
| 2       | José Manuel Abascal     | 3:39,13 |             |
| 3       | Han Kulker              | 3:39,51 | [ 3 ] [ 4 ] |
| 4       | Jim Spivey              | 3:39,63 | [ 3 ]       |
| 5       | Michael Hillardt        | 3:39,77 | [ 3 ] [ 4 ] |
| 6       | David Campbell          | 3:40,82 | [ 3 ]       |
| 7       | Dieter Baumann          | 3:41,07 |             |
| 8       | Alessandro Lambruschini | 3:42,25 |             |
| 9       | Kipkoech Cheruiyot      | 3:43,63 |             |